# Lycaena marginemaculata
Lycaena marginemaculata är en fjärilsart som beskrevs av Leo Schwingenschuss 1939. Lycaena marginemaculata ingår i släktet Lycaena och familjen juvelvingar. Inga underarter finns listade i Catalogue of Life.